# Severská detektivka
Severská detektivka (též severské krimi nebo severské noir) je literární a filmový žánr detektivní a kriminální fikce, která je často psaná z pohledu policie a odehrává se buď ve Skandinávii, nebo šířeji v severských zemích. Jazyk je obvykle prostý a úmyslně se vyhýbá metaforám. Prostředí, ve kterém se děj odehrává, často zahrnuje bezútěšné krajiny a atmosféra je temná a morálně složitá. Žánr popisuje napětí mezi zdánlivě klidným (až strnulým) a nevýrazným sociálním klimatem v severských zemích a vraždami, nenávistí k ženám, znásilněními a rasismem, které se vyskytují pod povrchem. To je v kontrastu s idylickým popisem krajiny a prostředí anglického venkova, který se často vyskytuje v britských detektivkách, které se soustřeďují na otázku „Kdo to spáchal?“. V severských detektivních románech se často vyskytují ženy jako hlavní postavy. Popularita žánru se rozšířila na film a televizi, např. dánský televizní seriál Zločin (někdy též pod názvem Vražda, dánsky Forbrydelsen) nebo dánsko-švédský seriál Most (dánsky Broen, švédsky Bron).

## Přehled

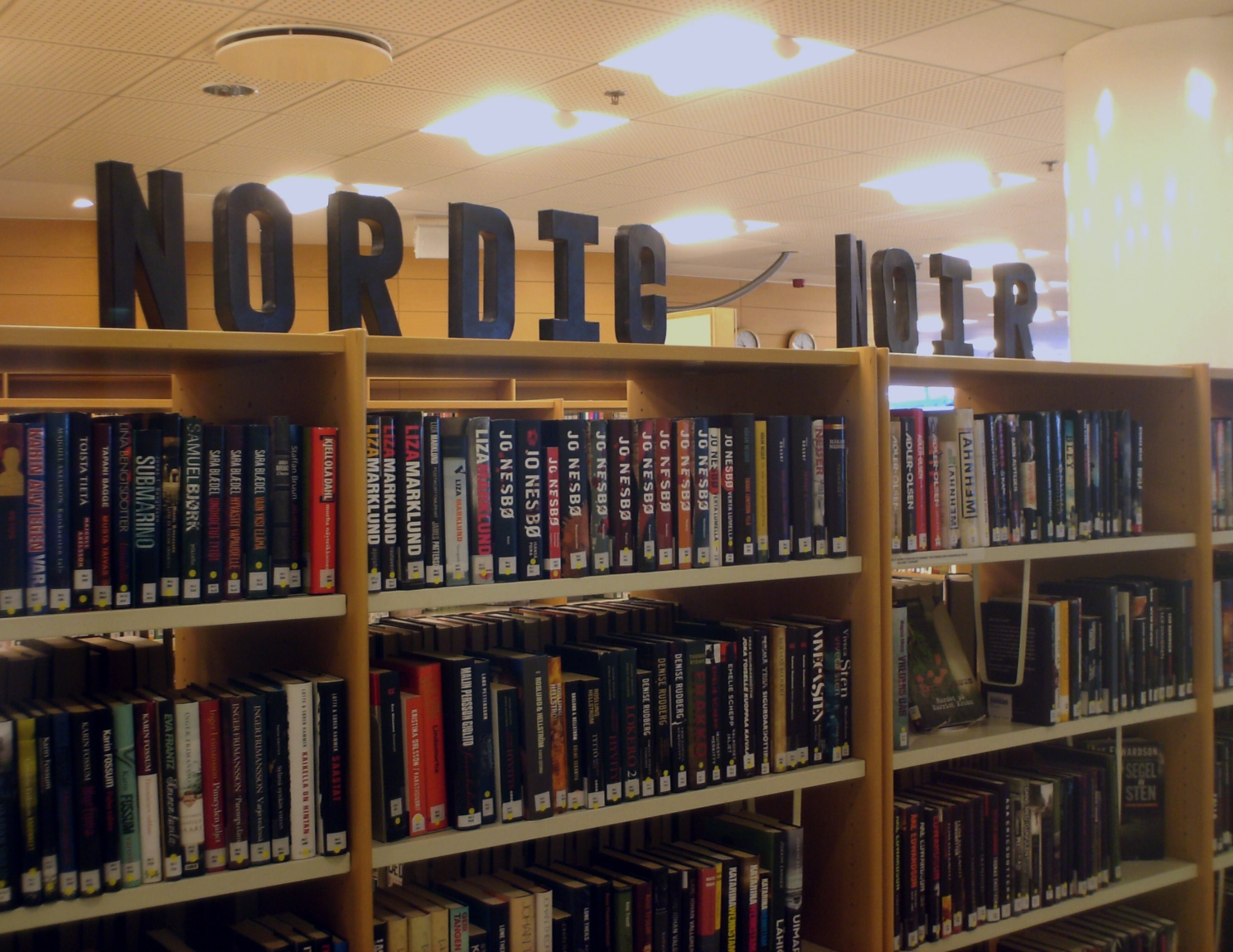
Kolekce „Nordic Noir“ v helsinské knihovně.

Švédská autorská dvojice Maj Sjöwallová – Per Wahlöö je popisována jako „pár, který vynalezl severskou detektivku“  (samotní autoři v Roseanně, prvním románu z desetidílné série, použili podtitul roman om ett brott, tedy román o zločinu) a jsou uváděni jako jeden z hlavních inspirací pro významného norského spisovatele Jo Nesbø. Další významný švédský spisovatel detektivních románů Henning Mankell ve své předmluvě k románu Roseanna poznamenává, že jejich
série deseti románů o zločinu s hlavní postavou Martinem Beckem „se výrazně odchýlila od předchozích trendů v žánru“ a stali se průkopníky nového stylu: „Byli ovlivněni a inspirování americkým spisovatelem Ed McBainen. Uvědomili si, že zde bylo obrovské neprozkoumané území,
na kterém kriminální román mohl vytvořit rámec pro příběhy obsahující sociální
kritiku.“
Kerstin Bergman poznamenává, že „to, co způsobilo, že romány autorská dvojice Sjöwallová – tak vyčnívají nad předchozími krimi romány – a co je učinilo tak vlivnými v následujících desetiletích– bylo především vědomé zahrnutí kritického pohledu na švédskou společnost.“
Bergman rovněž tvrdí, že „trvalo však až do slavné trilogie Milénium Stiega Larssona (2005–07), kdy se švédská kriminální literatura stala skutečně celosvětovým fenoménem.“
Avšak britský autor Barry Forshaw (píšící encyklopedie a knihy o žánru), tvrdí, že dánský spisovatel Peter Høeg se díky svému románu z roku 1992 Cit slečny Smilly pro sníh stal mimořádně vlivným a opravdovým tvůrcem „skandinávské nové vlny“ a zahájil současný boom skandinávské krimi literatury tím, že umístil děj do Kodaně a Grónska.
Jeden z kritiků v článku z roku 2011 míní, že „severská krimi literatura má vyšší prestiž ... než britská a americké produkce obdobného žánru“.
Článek v britském týdeníku Economist z roku 2010 zkoumající příčiny takové úspěšnosti severské literatury uvádí, že jazyk, hlavní postavy a prostředí jsou tři hlavní složky žánru, který se vyznačuje prostým, přímým stylem bez metafor.
Článek v americkém deníku The Wall Street Journal uvádí, že romány se často zaměřují na policejní postupy a popisují monotónní, dennodenní práci policie, i když ne vždy je zahrnuto současné vyšetřování několika
zločinů.
Mezi příklady žánru severské krimi patří trilogie Millennium Stiega Larssona, detektivní série s postavou Kurta Wallandera od Henninga Mankella a desetidílná série románů o zločinu s hlavním hrdinou Martinem Beckem autorské dvojice Maj Sjöwallová – Per Wahlöö.
Termín „Nordic noir“ byl poprvé použit na katedře skandinavistiky University College of London a významně se rozšířil v britských médiích poté, co BBC vysílala dokumentární pořad nazvaný Nordic Noir: the Story of Scandinavian Crime Fiction.
Britský deník The Guardian také použil termín Nordic Noir, když psal o dánském televizním seriálu Zločin.

Tento termín je tak považován za vhodné označení pro fenomén, který zahrnuje rysy, které jsou společné dílům pocházejícím ze severského prostředí.

## Autoři severské detektivky
Mezi autory, kteří přispěli k vytvoření a rozšíření žánrů severský detektivka, patří (autoři jsou řazeny dle zemí a v rámci země abecedně):
Finsko
- Leena Lehtolainen
- Reijo Mäki
- Mikko Porvali
- Matti Rönkä

Island
- Arnaldur Indriðason
- Yrsa Sigurðardóttir

Dánsko
- Jussi Adler-Olsen
- Leif Davidsen
- Peter Høeg
- Michael Larsen

Norsko
- Kjell Ola Dahl
- Karin Fossumová
- Anne Holt
- Jørn Lier Horst
- Hans Olav Lahlum
- Jo Nesbø
- Pernille Rygg
- Gunnar Staalesen
- Christer Mjåset

Švédsko
- Jan Arnald (Arne Dahl)
- Karin Alvtegen
- Majgull Axelsson
- Annika Bryn
- LiseLotte Divelli
- Åke Edwardson
- Kerstin Ekman
- Kjell Eriksson
- Mari Jungstedt
- P. C. Jersild
- Mons Kallentoft
- Robert Karjel
- Camilla Läckberg
- Jens Lapidus
- Åsa Larsson
- Stieg Larsson
- Göran Lundin
- Henning Mankell
- Liza Marklund
- Håkan Nesser
- Leif G. W. Persson
- Maj Sjöwall a Per Wahlöö
- Johan Theorin
- Helene Tursten